# Витигес
Витигес је био краљ Острогота од 536. до 540. године. Наследио је трон краља Италије усред Готског рата, када је Велизар, на челу византијских трупа цара Јустинијана I, брзо освојио Сицилију и већ прешао у јужну Италију. Витигес је био муж Матасвенте, јединог преживелог детета Амаласунте, те се стога на овом браку заснивао се његов краљевски легитимитет. Касиодор је поводом овог венчања саставио један панегирик. 
Витигес је убио свог претходника Теодада. Велизар је после успешног рата заробио и Витигеса и Матасвенту и одвео их у Константинопољ. Витигес је умро 542. године. Матасвента се преудала за једног члана Јустинијанове фамилије.